# Воздух (Звёздные врата: Вселенная)
Воздух (англ. Air) — первый эпизод научно-фантастического телевизионного сериала «Звёздные врата: Вселенная», 1-й сезон.

## Сюжет

### Серии 1 и 2
В базе данных Атлантиды был обнаружен адрес, состоящий из 9 символов. Несколько лет учёные пытались выяснить, сколько энергии нужно на 9 шеврон, который не был указан там. Наконец, они внедрили этот код в компьютерную игру — расшифровка кода в игре должна была подключить к ядру — мощному источнику энергии — оружие, чтобы уничтожить вражеский корабль.
Задачу решает подросток по имени Илай. Но его возвращает в начало уровня. И тут в его дверь стучатся генерал О’Нилл и доктор Раш. Они предлагают ему подписать договор о неразглашении, но он не соглашается. Тогда его телепортируют на борт «Хаммонда» — крейсера Земли класса «Дедал». А затем говорят ему, что у него есть два выхода — лететь на планету Икар, где находится достаточное количество наквадрии, чтобы открыть портал по 9-символьному шеврону. Или же они сотрут ему память. Он выбирает первое. Затем, в полёте, он узнает всё о сверхсекретном проекте «Звёздные врата».
Они прилетают на Икар. Пытаются открыть червоточину, но это им не удаётся из-за сильных колебаний энергии. И вдруг на Икар нападают корабли, как выяснилось впоследствии, принадлежащие Люсианскому союзу. Илай и Раш спорят, куда открыть врата — на Землю или на 9 шеврон. Они решают ещё раз открыть врата в неизвестность, чтобы эвакуироваться, им ведь нечего терять. На этот раз, с точкой отсчёта Земля, они открывают червоточину и бросаются в неизвестность. Икар же взрывается…
Они оказываются на корабле древних «Судьба», за несколько квинтиллионов километров от дома. В следующие несколько секунд корабль прыгает на сверхсветовую скорость. Консоли после прыжка включились, как на Атлантиде. Но похоже, что у этих людей началась полоса невезения. Отказывает система жизнеобеспечения. Доктор Раш пытается решить проблему, но натыкается на звёздную карту. Они пролетели уже по меньшей мере 20 галактик. После этого они начинают исследовать корабль. А тем временем оказывается, что Раш нашёл взял с собой коммуникационное устройство — единственно доступное в данной ситуации средство связи. Раш вызвал Землю, а потом придал находку гласности. Тем временем, Илай нашёл летучие камеры древних — «Кино». Потом снова не везёт — оказалось, система жизнеобеспечения для работы нуждается в извести…

### Серия 3
Найти неполадку было сложно, но ещё сложнее её устранить. Но вдруг «Судьба» выпрыгивает из сверхскорости. Доктор Раш догадывается, что это означает, что она что-то нашла, ведь врата открылись. За вратами отправленная экспедиция находит пустыню. Люди выходят на поверхность планеты, но долго не могут найти воду. А тут новая напасть — оказывается, на «Судьбе» после выхода из сверхскорости включился таймер, до повторного прыжка. Часть команды отправляется искать по другим адресам, заблокированным «Судьбой». Но они не вернулись. Раш говорит, что «Судьба» не зря заблокировала адреса. Оставшиеся члены экспедиции решают продолжать поиски. Через некоторое время они разделяются на две группы. Но время уже поджимает. В конце концов все решают возвращаться, кроме упорного лейтенанта Скотта. Через некоторое время он встречает песчаный вихрь, ведущий себя как разумное существо. Внезапно, на месте, где исчез вихрь, начинает бить источник. Вода, соединившись с известняком, превратилась в известковый раствор, который так нужен системам жизнеобеспечения «Судьбы». Скотт быстро набирает его в мешок и возвращается к вратам как раз во время. Илай видит Скотта и открывает врата. Но времени на возвращение уже не остаётся. Тогда доктор Раш просит Илая засунуть руку в червоточину — это должно задержать закрытие врат, так как защитный механизм не позволит причинить вред человеку. Через несколько секунд после возвращения Скотта на «Судьбу» она переходит на сверхсветовую скорость. Они заправляют систему жизнеобеспечения раствором, она снова начинает работать. Но это лишь одна из трудностей, которые им предстоит преодолеть…

## Критика

### Рейтинги и зрительская аудитория
Первые две части получили общий рейтинг в 1,7, что соответствует 2 350 000 зрителей канала Syfy, владеющего франшизой на лучшую премьеру сезона «Звёздные врата: Атлантида». В сравнении, эти сериалы просмотрело 1,32 миллионов совершеннолетних зрителей в возрасте 24-25 лет против 1,12 зрителей в возрасте 18-49 лет. Третья часть собрала 2,4 млн зрителей, что немного больше, чем на премьере сезона. В обоих случаях рейтинги были выше, чем у сериала «Кукольный дом» телеканала Fox, выходившего в эфир в том же тайм-слоте. Прибавив сюда 7 DVR, вторая часть достигает рейтинга 2,1, что соответствует 2,99 млн зрителей, включая 1,7 млн совершеннолетних в возрасте 18-49 лет и 1,85 взрослых в возрасте 25-54 года. Это делает эпизод «Воздух» самым популярным эпизодом «Звёздных врат» с марта 2005 года.
После его премьеры в Канаде первые две части просмотрело 565 000 человек, что делает его наиболее популярным одиночном эпизодом, показанном на телеканале Space. Это также сделало «Звёздные врата: Вселенная» программой дня номер один среди всех не спортивных телепередач. Включив в рейтинги ещё два дополнительных эфирных показа на следующий день, общий рейтинг поднимается до 2,3 млн зрителей, что сопоставимо с выходом сериала в США. В Великобритании первую часть просмотрело 1,165 миллионов зрителей, в то время как вторую часть видело 1,061 миллиона, поставив «Звёздные врата: Вселенная» на первое и второе места среди наиболее популярных у зрителей сериалов за неделю эфира на канале Sky1 и дав «Звёздным вратам» самый высокий за 5 лет рейтинг у британской аудитории. Третья часть была просмотрена 765 000 телезрителей, снова сделав сериал наиболее зрелищной телепередачей на многоканальной телестанции. Впервые выпустив этот эпизод телеканал Sci Fi Австралии привлёк 149 000 зрителей, сделав данный эпизод вторым по популярности в ту неделю и превзойдя рейтингом футбольный матч.

### Отзывы критиков
Отзывы на премьеру были в основном положительными. Согласно ресурсу Metacritic, который устанавливает усреднённый рейтинг исходя из 100 обзоров от основных критиков, премьера получила рейтинг 61, основанный на 9 обзорах.
Во всех трёх случаях рейтинг эпизода был самым низким в сериале. Joseph Dilworth Jr. из Pop Culture Zoo похвалил премьеру «Звёздные врата: Вселенная», заявив, что она «понравилась меньше еженедельных телесериалов и больше как часть 20-серийной истории», а также описывается как нечто среднее между «Звёздный путь: Вояджер», "Звёздный крейсер «Галактика» и «Светлячок», хотя сериал кажется духовным преемником «Звездного крейсера». Дилворт также высоко оценил актёрский состав, заявив, что он «один их лучших ансамблей актёров, которые он видел за долгое время». Курт Вагнер из «Chicago Now» дал эпизоду четыре звезды из четырёх, заявив, что он разделяет оптимизм «Звёздный путь: Вояджер» и неумолимость "Звёздного крейсера «Галактика», а также отдаёт дань уважения франшизе своего предшественника «Звёздные врата: SG-1» и «Звёздные врата: Атлантида», но выглядит и ощущается новее. Обзор Рэмси Айслера из IGN дал рейтинг 8,8 из 10, начав комментарий словами «Да, это другое шоу „Звёздных врат“. Но оно может стать лучшим из всех», говоря далее, что сериал имеет «свой уникальный стиль».

## Премии и номинации
В январе 2010 года эпизоды сериала номинировались на премию Visual Effects Society в номинации «за лучшие спецэффекты в телесериалах» наравне с сериалами "Звёздный крейсер «Галактика», «V», «Притяжению вопреки» и «Грань». Также они были номинированы на четыре премии Leo в 2010 году; результатам была одна победа. Майк Бэйнэс был номинирован в категории «Best Picture Editing for a Dramatic Series», Джеймс Роббинс в категории «Best Production Design in a Dramatic Series» и Джеймс Бэмфорд в номинации «Best Stunt Coordination in a Dramatic Series». Марк Савела и команда по созданию спецэффектов выиграли премию Leo в номинации «за лучшие спецэффекты в драматическом телесериале» за их работу в эпизодах. В июле 2010 года команда по созданию спецэффектов была номинирована в категории «Primetime Emmy Award for Outstanding Special Visual Effects» вместе с эпизодом «Космос» на предстоящую 62-ю церемонию награждения премией Эмми.